# Campylospermum squamosum
Campylospermum squamosum is een plantensoort uit de familie Ochnaceae. Het is een kruipende struik of kleine boom die een groeihoogte kan bereiken tussen 2 en 3 meter. De soort staat op de Rode Lijst van de IUCN geklasseerd als 'niet bedreigd'.
De soort komt voor in tropisch West-Afrika. Hij groeit er van gebieden met struikgewas langs de kust tot op hooggelegen locaties en langs waterlopen en in galerijbossen. Jonge boompjes zijn sterk en flexibel en worden in Liberia gebruikt om het trommelvel op holle trommels te binden. Van de schors worden pijnstillende medicijnen gemaakt.

## Synoniemen
- Exomicrum djallonense Tiegh.
- Gomphia squamosa (Bosc) DC.
- Monelasmum discolor Tiegh.
- Monelasmum djallonense Tiegh.
- Monelasmum flexuosum Tiegh.
- Monelasmum heudelotii Tiegh.
- Monelasmum konakrense Tiegh.
- Monelasmum maclaudii Tiegh.
- Monelasmum paroissei Tiegh.
- Monelasmum persistens Tiegh.
- Monelasmum spiciforme Tiegh.
- Monelasmum squamosum (Bosc) Tiegh.
- Ochna squamosa Bosc
- Ouratea spiciformis (Tiegh.) A.Chev.
- Ouratea squamosa (Bosc) Engl.